# Günther Foidl
Günther Foidl (* 22. Juli 1982 in Waidring) ist ein österreichischer Geschwindigkeitsskifahrer.
Seine bisher größten Erfolge sind der Weltmeister-Titel 2015 in der Downhill-Klasse, der Vizeweltmeister-Titel 2013 in der Downhill-Klasse sowie Gewinn des Gesamt-Weltcups 2008/2009, 2009/2010 und 2012/13 der FIS in der Downhill-Klasse, wobei er in der Saison 2008/2009 erstmals am gesamten Weltcup teilgenommen hatte. Er ist auch der erste Österreicher und zugleich einziger Athlet mit diesem Erfolg sowie einer von nur 16 Downhillern die je über 200 km/h gefahren sind. Im weltweiten Ranking belegt er mit 208,333 km/h den 4. Rang, im österreichischen Ranking den 1. Rang. Bei den Speedmasters 2015 in Vars erreichte er mit 202,475 km/h den Sieg und stellte dabei mit 6,5 km/h Vorsprung einen (inoffiziellen) Rekord auf.

## Sportliche Laufbahn
Foidl fährt seit seinem dritten Lebensjahr Ski. Getrieben von der Faszination für Geschwindigkeit im Allgemeinen und der Gleittechnik auf Skiern kam er durch Zufall zum Geschwindigkeitsfahren, das er verstärkt seit 2007 und seit der Saison 2008/09 halbprofessionell betreibt. Da die ganzen Kosten selbst zu tragen sind, ist dies nur aufgrund der Unterstützung seiner persönlichen Sponsoren möglich.

## Sportliche Erfolge
Bei seinen bisherigen Starts bei internationalen Rennen und Rennen der FIS erzielte er gute Platzierungen.
Für seine Erfolge verlieh ihm der Bundespräsident der Republik Österreich mit Entschließung vom 4. September 2013 das Silberne Ehrenzeichen für Verdienste um die Republik Österreich. Die Tiroler Sportehrennadel in Gold wurde ihm durch LH Günther Platter und LH-Stv. Josef Geisler am 19. Februar 2015 verliehen.

## Karriereende
Im Winter 2015/16 erkrankte Foidl am Löfgren-Syndrom. Beim Kurzzeit-Comeback in Vars konnte er den Sieg mit 190,476 km/h erreichen, musste danach aber krankheitsbedingt wieder pausieren.
In den folgenden Wintern gab es immer wieder Rückfälle beim Löfgren-Syndrom, daher gab Foidl 2018 bei der Jahreshauptversammlung des Tiroler Skiverbands seinen Rücktritt vom aktiven Rennsport bekannt.

## Persönliches
Foidl stammt aus einer „normal sportlichen“ Familie und ist verheiratet mit Isabella Victoria Foidl. Er arbeitet als selbständiger Programmierer und Entwicklungsingenieur. Seine Hauptaufgabe ist die Entwicklung von Analysewerkzeugen für die (Gas-)Motorenbranche. Dabei werden hauptsächlich Methoden der künstlichen Intelligenz verwendet. Ehrenamtlich unterstützt er Programmierer in mehreren Foren.